# 拜占庭政府机构和贵族头衔

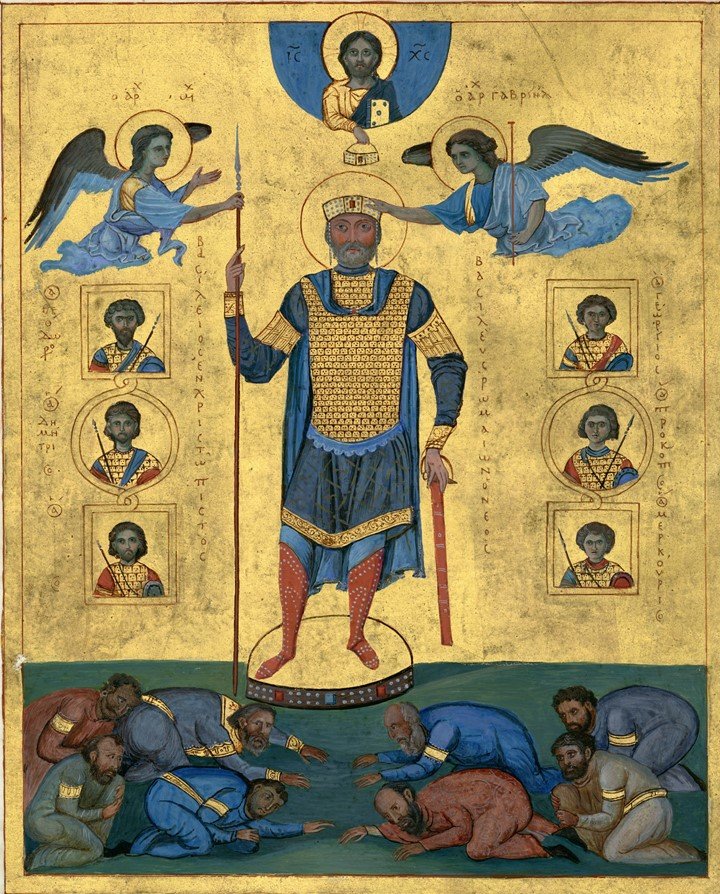
一幅描绘皇帝巴西尔二世穿着庆祝凯旋的服装的画，其中皇帝的皇冠是天使授予的。

继承于统一帝国时期的罗马帝国，东罗马帝国具有一套复杂的贵族政治与官僚政治体系。在东罗马帝国政治体系的顶端是皇帝，是帝国的国家元首，但受到罗马的共和传统的影响，大部分拜占庭皇帝们并不是通过“君权神授”确立的皇帝权威。 在皇帝之下，众多官员与宫廷人员参与复杂的国家行政体系的运转，维持帝国政府的正常运作。同时帝国也有许多用于表示尊敬的头衔，这些头衔被皇帝们用于任命官员、奖励下属或者授予给与帝国交好的外国统治者。
在帝國超過千年的存續期間，许多不同的頭銜被创立或者不再使用，許多持有这些头衔的人获得或失去了名望。起初拜占庭的各種頭銜和统一帝国晚期的各类头衔相同。到了7世紀希拉克略皇帝在位時，許多頭銜被取消，其孙君士坦斯二世在位时对政府机构的大规模改革也导致许多官职、头衔的设立与取消；到了阿歷克塞一世時，又增设了一些新头衔，許多旧有职位的职责大幅改變。此后，直到1453年君士坦丁堡淪陷時，官职、头衔等再也没有大的变动，与阿莱克修斯时期大致相同。

## 背景歷史
在拜占庭帝國早期（4世紀至7世紀）政府體制和羅馬時代晚期戴克里先和君士坦丁大帝統制時期立下的相同，在文官和武將間有嚴格區分，以及根據官位立下的等級制度，這套體制中成員資格是否屬於元老院是主要的區別標準。隨著拜占庭在7世紀因穆斯林的擴張而失掉大片領土的巨變，這個體制消失了，而在拜占庭古典時期或中期（8世紀晚期至11世紀），一個全新的、以宮廷為中心的系統誕生。在這套系統中，许多原本拥有实际功能的文物官职演变为没有职责，仅表示位階高低的散官，可以同时授予多人，原有的元老院階級也保留了下來，构成了一套官阶系统，拥有protospatharios（意味“持劍者”，最早指皇帝的御前侍衛長） 級別及以上者即被视为元老院成员。在此期間，許多家族顯赫了數個世紀，數個皇帝源於这些大家族。他們可以分成兩類：大都市的官僚世家和地方省份的将领世家，後者是區域性的並佔有大片土地，但是和同時的西歐相比明顯沒有自己的軍隊。
在10世紀和11世紀時貴族的重要性逐漸提昇，貴族家族的數量也在增加。11世紀後期帝國遭逢的災難性損失再次地促使其進行行政體制的重整，這次改革由新興的科穆寧王朝完成：舊有的機構和官職逐漸不再使用，新的榮譽性頭銜誕生，主要用於體現被授與者與皇帝間的親緣關係與緊密性。科穆寧王朝以及後繼的巴列奧略王朝主要根基在擁有大量土地的貴族上，政府緊緊地掌握在一小群互相聯姻的貴族家族手中。例如在11和12世紀時已經確認約有80個公民和64個軍隊貴族家族存在，相對於如此大的國家來說這算是個很小的數目。最後，根據 pseudo-Kodinos的記載，在巴列奧略王朝體制下可以看出經過了數個世紀的發展，原先高等階級的職位被貶抑，被其他的取而代之，先前执事官和散官之間的區別消失了。

## 皇族头衔
下面介绍东罗马帝国皇族的头衔。这些头衔都属于帝国最高等级的头衔，因此授予时十分谨慎。一般仅仅授予有限的一些皇族成员和少数几个其联盟关系被认为对帝国必不可少的盟国的统治者。

### 皇帝的头衔

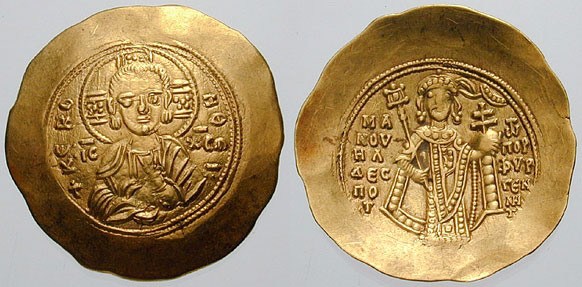
這枚硬幣的背面有曼努埃爾一世的頭銜：porphyrogennetos

- 巴西琉斯[4] ：“巴西琉斯”是希腊语君主一词的音译。最初指希腊化时期或罗马帝国希腊语地区的国王。还用来指代波斯的万王之王，一直也是对罗马帝国皇帝的非正式称呼。公元629年，皇帝希拉克略决定使用希腊语词“巴西琉斯”来做为东罗马帝国皇帝的称号。希拉克略同时也使用“独裁者”（希臘語：αὑτοκράτωρ）和“主人”[5]做为皇帝的头衔。尽管在古典时代，“巴西琉斯”泛指所有国王，但拜占庭作家仅称拜占庭皇帝为“巴西琉斯”，其他欧洲国家的国王则用源自拉丁语“Rex”的“Ρέγας”一词称呼，不过也有例外。“巴西琉斯”的阴性形式是“巴塞丽莎”（Basilissa），用于帝国的女皇或者皇后。女皇或皇后有时也被称为“最虔诚的奥古斯塔”（Eusebestatē Avgousta），也被叫作「kyria」（「女主人」）或 「despoina」（「despotes」的陰性形）。長子繼承制或血統原则从未成为皇位继承的法定原则，因為拜占庭帝国继承了罗马帝国存在的共和原則，理论上羅馬皇帝由元老院、人民和軍隊共識性的擁護而選出。为了確保其子的繼承權，许多皇帝会将年幼的孩子也加冕为皇帝，形成“共治”，確保皇帝們死去時皇位不會有一分一秒的閒置，排除推選皇帝的需要。

- 紫衣贵族（希臘語：πορφυρογέννητος）— 意为“出生在紫色之中者”，这一称呼被皇帝们使用，以强调其合法性。这一称呼源自皇宫中以紫色（皇帝的代表色）斑岩建造的产房，在位皇帝的子女都在此处出生。

- 独裁者（希臘語：αὐτοκράτωρ）—「自我統治者」：罗马皇帝头衔凯旋将军（Imperator，英白拉多，字面意义为“下命令者”）的希腊语意译。

- 巴西琉斯与独裁者（希臘語：Βασιλεύς καὶ Αυτοκράτωρ）：当数个皇帝同时在位时，实际当政的皇帝（希臘語：συμβασιλεῖς）所使用的头衔组合，用以表明其拥有最高政治权力。

### 其他皇族成员的头衔
- 专制公 – “专制公”（δεσπότης）在希腊语中是“主人”的意思，可能是戴克里先创造的帝衔“Dominus”（“主人”）的其中一个希腊语翻译。这一称号最早是皇帝查士丁尼一世授予自己、共治皇帝和皇子们的荣衔。在十二世纪，曼努埃尔一世·科穆宁将其发展成仅次于皇帝最高贵族头衔。最早获得这种新型“专制公”头衔的是一个外国君主，匈牙利国王贝拉三世，曼努埃尔希望通过授予此头衔来昭示帝国当时对匈牙利事实上的宗主权。此后，专制公也成为一些独立政权及拜占庭帝国的下属政权统治者的头衔，如独立的伊庇鲁斯专制君主以及从属于拜占庭帝国，由皇帝派遣皇子前往统治的摩里亚专制国的君主。该头衔的阴性型“despoina”为女性专制者，或男性专制公的配偶所用，但有时也用于描述皇后。

- 至尊者（英语：Sebastokrator），由罗马皇帝头衔“奥古斯都”的希腊语意译“σεβαστός（可敬者）”及希腊语“κράτωρ（统治者）”组合而成的头衔，由皇帝阿莱克修斯一世·科穆宁创造。第一个被授予“至尊者”头衔的是阿莱克修斯的兄长伊萨克。本质上来说，这个头衔不具有任何的实际意义，仅用于表示持有者和皇帝的亲密程度，在等级序列上仅次于专制公。该头衔的阴性型是“sebastokratorissa”。第一个被授予“至尊者”头衔的外国人是塞尔维亚国王斯特凡·尼曼伊奇，他在1191年获得了这个头衔。

- 凯撒- “凯撒”这一头衔在罗马帝国晚期曾经被用于共治皇帝和帝位继承人。在拜占庭帝国早期，继承人通常被加冕为共治皇帝，而其他重要亲属，如次子、女婿等则可能被封为“凯撒”。在阿莱克修斯一世创立“至尊者”头衔后，凯撒沦为第三高贵的头衔，而在曼努埃尔一世将“专制公”转变为贵族等级后进一步下降为第四级。该头衔的阴性型是“kaisarissa”。尽管地位一直在下降，凯撒在宫廷中仍保持相当重要的地位，仅授予一些位高权重且才能卓著的帝国公卿，并很少授予给外国人，除了少数几个特例：查士丁尼二世在705年册封保加利亚可汗捷尔维尔（英语：Tervel of Bulgaria）为“凯撒”，这次册封让斯拉夫语吸收了“凯撒”这个词汇，最后衍生出“沙皇”；格鲁吉亚国王乔治二世（英语：George II of Georgia）在1081年获封凯撒；安德洛尼卡二世·巴列奥略在1304年册封卡塔兰军团（英语：Catalan Company）首领罗杰·德·弗洛（英语：Roger de Flor）为凯撒。

- 最高贵者（英语：Nobelissimos）- 来自拉丁语Nobilissimus，意为“最高贵的人”。这本是授予皇帝近亲的称号，地位仅次于“凯撒”。科穆宁王朝时，此衔开始滥授与一般的官僚和贵族而身价大跌，于是出现新头衔“第一最高贵者”（πρωτονωβελίσσιμος）取代了原本“贵族”的地位，但很快它又被“上位第一最高贵者”（πρωτονωβελισσιμοϋπέρτατος）取代。在巴列奥略王朝晚期，前者已经消失，而后者则授予地方官员。

- 皇宫负责人（英语：Kouropalatēs）  - 来自拉丁语Cura Palatii，意为“皇宫负责人”。这个头衔最早出现于查士丁尼一世时，原本是负责管理皇宫的官员，但其职务带来的巨大权势和财富，以及常侍帝侧的近臣身份，使其成为了巨大荣耀的代名词，因此逐渐变成了授予皇室重要成员的荣衔，同时也常授予亚美尼亚和格鲁吉亚的君主。但是从11世纪初叶开始，其地位下降。

- 显贵（英语：Sebastos） (σεβαστός) – “奥古斯都”的希腊语意译。科穆宁王朝以前，有时皇帝会使用这个头衔作为奥古斯都的翻译（但是音译的“Αύγουστος”更常用），但在11世纪末叶，阿莱克修斯一世·科穆宁将其独立为一个授予给自己兄弟和近亲的新加衔。该头衔的阴性型为“sebastē”。除了自己的至亲，阿莱克修斯还册封威尼斯总督和伊科尼安苏丹为“显贵”，同时创造了一个变体“首席显贵”（Prōtosebastos）授予自己的弟弟阿德里亚诺斯·科穆宁。在12世纪里，“显贵”尚仅授予皇帝与“至尊者”的子女，以及强大的外国要人，但与此同时，该头衔册封对象的逐渐增多和贬值趋势，造就了一系列冗长荒谬诘屈聱牙的变体，这些变体一般使用“Pan-”（全体）、“Prōto-”（首席）、“Hyper-”（上级）等前缀，例如“贵于全体显贵者”（Pansebastos）、“贵于全体上级显贵者”（Panhypersebastos）、“上级首席贵于全体上级显贵者”（Hyperprōtopansebastohypertatos）等。这些变体鲜有在12世纪之后继续沿用者，即有沿用，其尊贵也大不如前。

## 8世紀至11世紀的宮廷頭銜

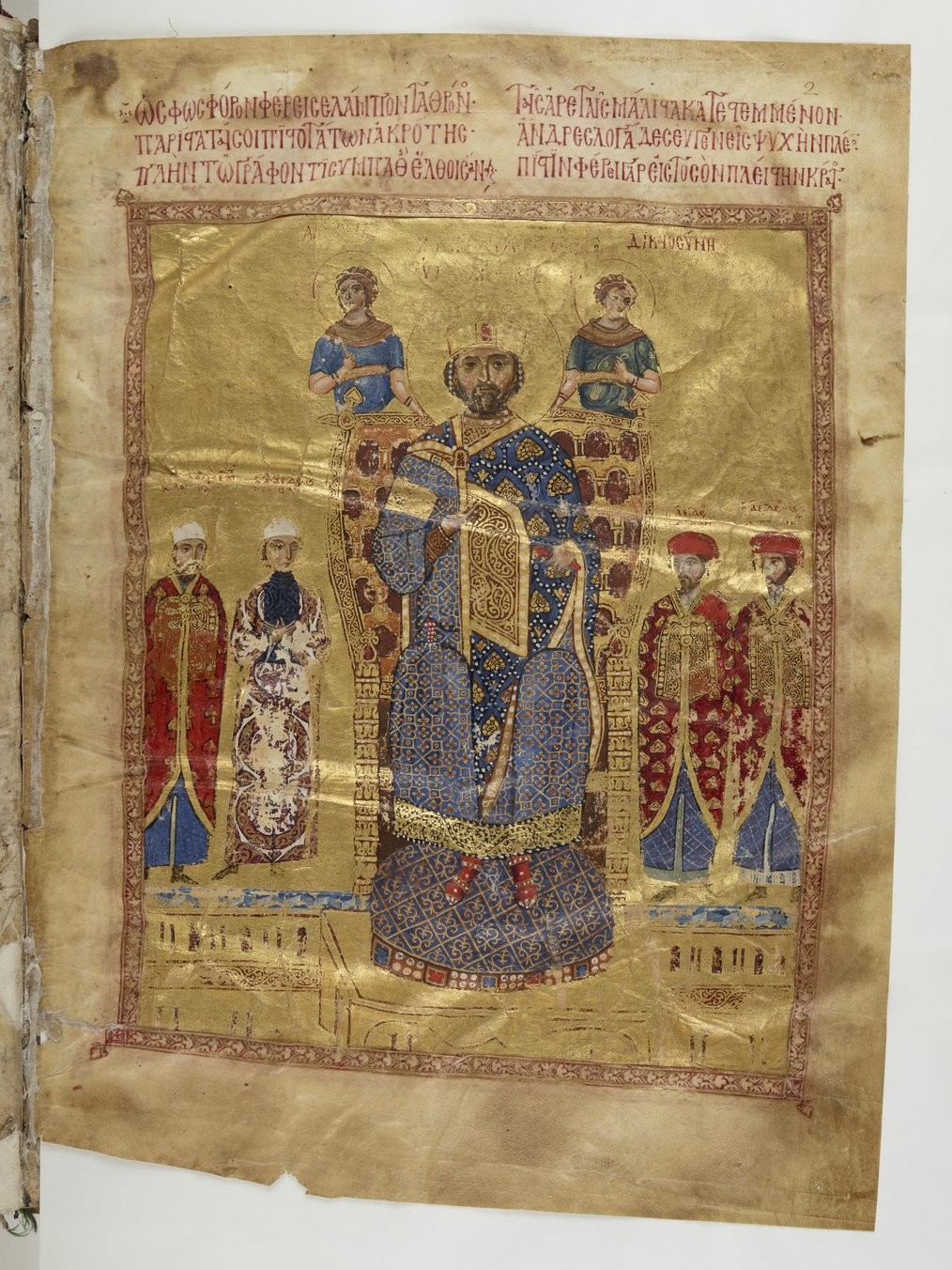
一幅1070年代的泥金插画，画面正中为皇帝尼基弗鲁斯三世，真理与正义的化身天使挟侍两翼，他的高等廷臣则骈列皇帝两侧。 由左至右： “主席 (拜占庭)”兼“大理官 (拜占庭)”，“首席主席 (拜占庭)”兼“首席内府使臣 ”（没有鬍子，应是宦官），皇帝本人, “主席”兼“近侍什长 (拜占庭)”，以及“ 主席”兼“大部长 (拜占庭)”。官衔中，前面的“主席”与“首席主席”为没有职事的散官，表示等级高低；后面的官职为其实际职务

根据9世纪《乌斯宾斯基职官表》（841年）、腓洛迪俄斯《琼筵序次》（899年）以及君士坦丁七世的相关记述，在皇室荣衔之下，拜占庭人将达官贵人们的官衔（ἀξίαι）分为两大类：一类是“散官衔”（διὰ βραβείων ἀξίαι），纯粹的荣誉型头衔，没有职责，通常终身持有，皇帝授予受职者其官职对应的象征物；另一类是“职事衔”（διὰ λόγου ἀξίαι），负有实际职务的官衔，仅需皇帝宣布任命即可。每类官衔还可以分为三类，分别授予“蓄鬍者”（“βαρβάτοι”，翻译自拉丁语“barbati”，即非宦官的男性）、宦官（ἐκτομίαι）与女性。帝国官员通常会被同时授予“散官衔”和“职事衔”，散官衔写在前面，如“宰辅”（散官衔）和“驿传尚书”（职事衔）。

## 宮廷官員
- Parakoimomenos - 字面上意為「睡在旁邊的人」，他是睡在皇帝寢室的大內侍（High Chamberlain） 。

## 軍官

### 軍隊
- 國內軍大統帥(Μέγας δομέστικος，Megas domestikos)，十一到十五世紀時國內總司令的職務。
- 總督(Exarchos) - (Exarchs)是指帝國偏遠地區（如非洲或意大利）的管理者，自主權高於一般行省長官，擁有軍事與行政大權，相當於殖民時代的總督(viceroys)。

### 海军
- 大都督（μέγας δούξ，Megas doux） – 是拜占庭帝国后期海军统帅。
- 海军上将（ἀμηράλης，Amiralios） - 名字来自西西里王国借用自阿拉伯语的术语“amiral”（即英语Admiral），是巴列奥略王朝时期为外国雇佣兵设立的军阶，是大都督的副官，但较少授予。

## 註腳
1. ↑  Kaldellis (2015), p. 6
2. 1 2 3 4  Kazhdan (1991), p. 623
3. ↑  Robin Cormack, "Writing in Gold, Byzantine Society and its Icons", 1985, George Philip, London, p180, using Kazhdan A.P. , 1974 (in Russian)  ISBN 054001085-5
4. ↑  http://www.google.com/dictionary?langpair=en%7Czh-CN&q=Basileus&hl=en&aq=f
5. ↑  “kyrios”的汉译见：.   [2010-06-11]. （原始内容存档于2010-09-24）.
6. ↑  Spatharakis, Iohannis. . Brill Archive. 1976: 110. ISBN 978-90-04-04783-9.

## 资料来源
- Bartusis, Mark C. . University of Pennsylvania Press. 1997. ISBN 0812216202.
- （法文） Bréhier, Louis. . Paris: Albin Michel. 2000 [1949]. ISBN 978-2226047229.
- Bury, John B. . Oxford University Publishing. 1911.
- Angold, Michael. . BAR International Series. 1984. ISBN 0-86054-283-1.
- Haldon, John F. . Cambridge University Press. 1997  [2010-06-11]. ISBN 978-0521319171. （原始内容存档于2021-03-03）.
- Haldon, John F. . London: UCL Press. 1999. ISBN 1-85728-495-X.
- Kazhdan, Alexander (编). . Oxford University Press. 1991. ISBN 978-0-19-504652-6.
- Kelly, Christopher, , Harvard University Press, 2004  [2010-06-11], ISBN 978-0-674-01564-7, （原始内容存档于2020-08-09）
- （法文） Oikonomides, Nicolas. . Paris: Éditions CNRS. 1972.
- Treadgold, Warren. . Stanford University Press. 1997. ISBN 978-0-8047-2630-6.